# Živalska pripoved
Živalska pripoved je literarna vrsta, ki postavlja v ospredje živali in jim pripisuje človeške lastnosti, zlasti značajske poteze. Nastajale so v okviru ljudskega slovstva. Njene glavne oblike so basen, živalska pravljica in živalski ep. Živalska motivika lahko postane tudi sredstvo za globlji simboličen ali paraboličen prikaz človeškega bivanja, mdr. pri H. Melvillu, F. Kafki.

## Značilnosti živalske pripovedi
Živalske pripovedi nudijo etična spoznanja in moralna vodila. So poučne, pogosto komične, napisane so lahko v prozi ali v verzih in so različno dolge. V njih nastopajo živali v človeških vlogah, prevzemajo navade in slabosti ljudi ter posnemajo človeka tudi z govorico, imeni, poimenovanjem krajev in drugo. Človeške slabosti so predstavljene navadno v šaljivi, zasmehljivi ali zbadljivi luči, zato so lahko pripovedke nekakšno ogledalo, v katerem ljudje vidimo sami sebe, svoje napake in slabosti. Nekatere pripovedke imajo poudarjeno poučno sporočilo, nauk, moralo ali modrost oziroma življenjsko filozofijo, zlasti na začetku ali na koncu pripovedi. Živali so okarakterizirane z vedno istimi lastnostmi (lisica je zvita, osel neumen, lev mogočen itd.)
Marsikatera pripoved se je sčasoma vsebinsko močno obrusila, tako da je ostal le njen nauk ali moralno sporočilo, kar je ohranjeno v pregovorih in frazemih, kot so: Volk dlako menja, navade nikoli; Vrana vrani ne izkljuje oči; Osel gre le enkrat na led; Naglost ni prida! - je rekel polž, ki je hodil sedem let na bučo in padel dol; Počasen kot polž; Plašen kot zajec in podobno.

## Slovenske živalske pripovedi
- Josip Brinar: Lisica Zvitorepka, 1904 (COBISS)
- Rado Murnik: Lovske bajke in povesti, 1914 (COBISS)
- Franz Kafka: Preobrazba, 1915 (COBISS)
- Fran Ksaver Meško: Volk spokornik in druge povesti za mladino, 1922 (COBISS)
- Živalska zgodba, 1932 (Vir: Mariborski večernik Jutra)
- Janez Boštjančič: Bebica, 1934
- Milkovič Adama: Potepuhi (COBISS) in Šepavi petelin, 1937. (Zgodba o petelinčku Tinčku in njegov razvoj). (COBISS)
- Ernest Thompson Seton: Rolf gozdovnik: doživljaji gozdovnika Rolfa, Indijanca Kvonaba in psa Skokuma, 1938 (COBISS)
- Vladimir Levstik: Sivko: volčji roman, 1938 (COBISS)
- Fran Roš: Dija, 1939 (COBISS) in Medvedek Rjavček. (COBISS)
- Stanko Lapuh: Črni svatje, 1940 (COBISS)
- Fran Saleški Finžgar: Gospod Hudournik, 1941
- Miki Muster: Dogodivščine Zvitorepca, Trdonje in Lakotnika, 1952-1973 (COBISS)
- Rutherford Montgomery: Rumenooki, 1957 (COBISS)
- Zima Vrščaj: Taščica, 1963 (COBISS)
- Mira Alečković: Lastovice, 1957
- Polonca Kovač: Zverinice z Večne poti, več izdaj, 1975 (COBISS)
- Kajetan Kovič: Maček Muri, 1975 (COBISS)
- Svetlana Makarovič: glej kategoriji: Zbirke pravljic in Slikanice.
- Andreja Peklar: Mojca Pokrajculja, 1976 (COBISS)
- Vladimir Kavčič: Živalski krog, 1982
- Polonca Kovač: Vesoljsko jajce ali 1+1=5 (več izdaj, verjetno prva Državna založba Slovenije, 1985 (COBISS))  in 
O krokodilih, putkah in miselnih igrah,  Ljubljana : Mladinska knjiga, 1989, (COBISS)
- Ivan Sivec: Bližnje srečanje z medvedko Pepco: živalska zgodba, 2006 (COBISS)
- Vladimir Habjan: Čez rob, 2011 (COBISS)

## Prevedene pripovedi
- Felix Salten, prevedel Lavrič Vinko: Bambek, 1938. (Živalska zgodba o srnah). (COBISS)
- Thompson Seton Ernest, prevedel Pavel Holeček: Tita lisica (COBISS)
- Dhan Gopal Mukerji: Slon Kari, 1952; Mladost v džungli, 1928
- Vlatko Šarić, prevedel Franc Vogelnik: Lisičja družina: roman iz živalskega sveta, 1965 (COBISS)
- Thompson Seton Ernest, prevedel Fran Milčinski: Živalska zgodba, 1967
- Thompson Seton Ernest, prevedla Marija Kmet: Winnipeški volk in druge zgodbe, 1973 (COBISS)
- Aleksandra & Aleksander, Julius P. Breitschopf, prevedel Roman Till: Poglej, kako lep je živalski svet, 2010 (COBISS)
- prevedla Mojca Mihelič: 101 živalska zgodba, 2014 (COBISS)
- George Orwell, prevedel Boris Grabnar: Živalska farma, 2016 (COBISS)
- James Oliver Curwood, Medvedek Neewa (en), slikanica, prevedel Tit Vidmar, ilustriral Miki Muster (več izdaj, ena (COBISS)),
- James Oliver Curwood, Kazan (slikanica, Ljubljana, Delo, 1979),  ilustriral Miki Muster (COBISS)
- James Oliver Curwood, prevedel Pavel Brežnik: Kazan, volčji pes, 2016 (COBISS)
- Jack London (en; de): Beli očnjak, (roman, Holeček, Pavel (prevajalec), Pregelj, Marij (ilustrator), Mladinska knjiga, 1949 (COBISS)
Beli očnjak, (slikanica, več izdaj, prva 2017, (COBISS), 
Klic divjine, (roman, več izdaj, prva v COBISS: V Celju : Družba sv. Mohorja, 1937 (COBISS) 
Klic divjine (slikanica, 2022) (COBISS)

## Bestiariji
V srednjem veku priljubljene ilustrirane knjige, ki so opisovale različne živali. Spremljal jo je moralni nauk, npr. Rochesterski bestiarij ali Aberdeenski bestiarij.